# Giorni di Settembre
I Giorni di Settembre (in armeno 1918 թ. Բաքվի հայերի կոտորած?) furono un periodo della guerra civile russa nel settembre 1918, quando gli abitanti armeni di Baku furono massacrati dall'esercito islamico del Caucaso di Enver Pasha e dai loro alleati azeri locali quando conquistarono Baku, la futura capitale della Repubblica Democratica dell'Azerbaigian. Secondo la maggior parte delle stime, furono uccisi nelle violenze circa 10 000 armeni etnici, anche se alcune fonti sostengono che il numero sia di 30 000. Il massacro, secondo alcuni studiosi, sarebbe stato effettuato come rappresaglia per i primi giorni di marzo, in cui le forze del Dashnak e bolsceviche avevano massacrato gli abitanti azeri della città nel marzo 1918. Fu l'ultimo grande massacro della prima guerra mondiale.

## Antefatti
Dall'aprile 1918, la città di Baku era governata da un (consiglio) sovietico sotto la guida del bolscevico Stepan Shahumyan. Il Soviet di Baku aveva collaborato con il ramo locale del partito armeno Dashnaktsutiun per stabilire il controllo sulla città e sui suoi dintorni, ma all'inizio dell'estate di quell'anno si trovò sempre più minacciato dall'avanzata degli eserciti dell'Impero ottomano. Le forze armate delle due parti si scontrarono in giugno e luglio ma le forze fedeli al Soviet di Baku non furono in grado di fermare l'offensiva congiunta ottomano-azera e furono costrette a ritirarsi. Con gli ottomani e gli azeri pronti a colpire Baku e senza alcuna promessa di sostegno materiale da Mosca, il Soviet di Baku fu costretto a rivolgersi a una forza di spedizione britannica che era di stanza nella regione sotto il comando del maggiore generale Lionel C. Dunsterville. Sebbene Shahumyan avesse ricevuto da Mosca l'ordine di negare l'ingresso agli inglesi, esso fu annullato dai suoi coetanei sovietici, che alla fine di luglio richiesero formalmente l'aiuto britannico. Il 31 luglio, Shahumyan e gli altri membri bolscevichi del soviet di Baku si dimisero dai loro incarichi e il controllo della città venne assunto dalla Dittatura Centrocaspiana.
Ad agosto, l'esercito ottomano, guidato dall'Esercito islamico del Caucaso, lanciò un nuovo assalto contro le posizioni in prima linea, che erano principalmente presidiate da armeni. Nonostante alcune vittorie iniziali, gli armeni dovettero ritirarsi. Le dimensioni della forza di spedizione britannica si erano rivelate alla fine troppo piccole per avere un grande impatto nella difesa di Baku. Nella prima settimana di settembre, una forza congiunta ottomano-azera composta da 15 000 uomini avanzò senza molta resistenza verso Baku e il 13 settembre aveva raggiunto la periferia della città; nel frattempo, la popolazione musulmana di Baku si preparava ad accogliere l'entrata dell'esercito ottomano. Le truppe armene rimanenti erano troppo mal preparate per fermare l'avanzata e Dunsterville si rifiutò di trattenere più a lungo la sua forza. Il 14 settembre la sua forza evacuò Baku e fece rotta verso Enzeli, lasciando la città praticamente indifesa.

## Eventi dei Giorni di Settembre
Una volta che i turchi entrarono in città, scoppiò un terribile panico a Baku. Gli armeni affollarono il porto nel frenetico tentativo di fuggire. Alle truppe ottomane regolari non fu permesso di entrare nella città per due giorni, in modo che gli irregolari locali, i bashibozuks, avrebbero condotto saccheggi e depredazioni. Nonostante questo ordine, le truppe regolari ottomane parteciparono al saccheggio insieme agli irregolari e agli azeri di Baku, che poi rivolsero la loro furia contro la popolazione armena della città. Le richieste degli ufficiali tedeschi assegnati al personale del comando ottomano di trattare la popolazione locale con clemenza furono ignorate dai comandanti ottomani. L'uomo incaricato delle poste e dei telegrafi a Baku, uno di quelli che negoziò la resa della città e che tentò invano di prevenire i peggiori eccessi, osservò:
Il 16 settembre, le divisioni ottomane entrarono formalmente nella città in una parata di vittoria rivista dall'Alto Comando ottomano. Baku sarebbe stata successivamente proclamata come la capitale della nuova Repubblica dell'Azerbaigian.
Le stime dei morti vanno da 10 000 a 30 000 armeni.  Secondo una commissione speciale formata dal Consiglio nazionale armeno (ANC), furono massacrati un totale di 8 988 armeni di etnia armena, tra cui 5 248 abitanti armeni di Baku, 1 500 rifugiati armeni da altre parti del Caucaso che si trovavano a Baku e 2 240 armeni i cui cadaveri furono trovati per le strade ma le cui identità non vennero mai stabilite. Secondo Hrant Avetisian fino a 50 000 delle 70-80 000 persone della comunità armena di Baku furono uccise e deportate.